# Amperea
Amperea es un género con 13 especies de plantas con flores perteneciente a la familia de las Euphorbiaceae.

## Taxonomía
El género fue descrito por Adrien-Henri de Jussieu y publicado en De Euphorbiacearum Generibus Medicisque earumdem viribus tentamen, tabulis aeneis 18 illustratum 35. 1824. La especie tipo es: Amperea ericoides A. Juss.

## Especies seleccionadas
- Amperea conferta
- Amperea cuneiformis
- Amperea ericoides
- Amperea micrantha
- Amperea podperae
- Amperea protensa
- Amperea rosmarinifolia
- Amperea simulans
- Amperea spartioides
- Amperea spicata
- Amperea subnuda
- Amperea volubilis
- Amperea xiphoclada